# Cladocarpus integer
Cladocarpus integer är en nässeldjursart som först beskrevs av Sars 1873.  Cladocarpus integer ingår i släktet Cladocarpus och familjen Aglaopheniidae. Arten är reproducerande i Sverige. Inga underarter finns listade i Catalogue of Life.